# The Young Aborigines
The Young Aborigines foi a primeira banda de Michael Diamond e Adam Horovitz, antes da chegada de Adam Yauch que mudou o nome da banda para Beastie Boys.
Foi formada em 1979 como uma banda de punk rock.
A banda não obteve sucesso com esse nome e não gravou nem sequer um EP, nem apresentações para um público relativamente grande.